# Ponte de Obbola

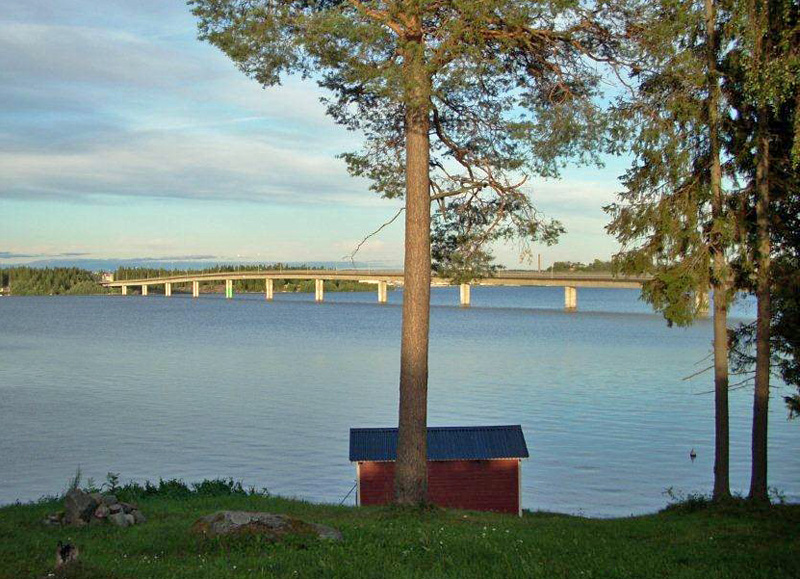

Ponte de Obbola (em sueco:  Obbolabron) é uma ponte rodoviária na E12 sobre o fiorde Österfjärden, ligando as localidades de Obbola e Holmsund na Suécia. A ponte foi construída durante o inverno de 1988, quando um processo de congelamento artificial foi usado para criar uma plataforma de trabalho estável para o equipamento de cravação de estacas pesadas.